# Aleksei Saks
Aleksei Saks (Tallinn, 20 mei 1982) is een Estse kunstschaatser.
Saks is actief in het paarrijden en zijn vaste sportpartner is Diana Rennik en zij worden gecoacht door haar ouders Ardo Rennik en Julia Rennik.
Rennik en Saks schaatsen samen sinds 2002.
| records             | punten | datum      | toernooi |
| ------------------- | ------ | ---------- | -------- |
| Hoogste totaalscore | 122.59 | 16-03-2005 | WK 2005  |
| Hoogste korte kür   | 43.53  | 14-03-2005 | WK 2005  |
| Hoogste lange kür   | 79.06  | 16-03-2005 | WK 2005  |

## Belangrijke resultaten
| Kampioenschap           | 2002   | 2003 | 2004 | 2005 | 2006 | 2007   |
| ----------------------- | ------ | ---- | ---- | ---- | ---- | ------ |
| Olympische Spelen       |        |      |      |      | 17e  |        |
| Wereldkampioenschap     |        | 19e  | 18e  | 16e  |      | 22e    |
| Europees Kampioenschap  | 17e    | 13e  | 12e  | 11e  | 12e  | 14e    |
| WK Junioren             | 13e    | 15e  |      |      |      |        |
| Nationaal Kampioenschap | Zilver | Goud | Goud | Goud | Goud | Zilver |